# كلوديا غالي
كلوديا غالي (بالسويدية: Claudia Galli)‏ هي ممثلة سويدية، ولدت في 3 أغسطس 1978 في السويد.

## وصلات خارجية
- كلوديا غالي على موقع IMDb (الإنجليزية)
- كلوديا غالي على موقع قاعدة بيانات الفيلم (الإنجليزية)